# 茨欣瓦利

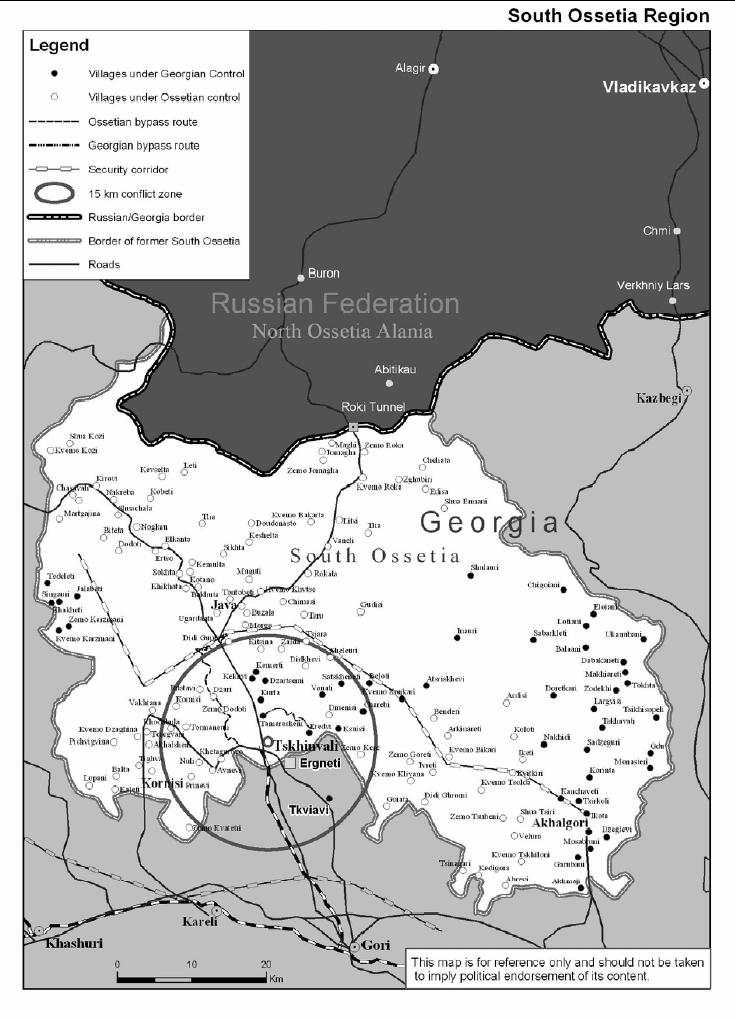
圖為南奧塞梯，圓圈內為茨欣瓦利及周邊地區的15公里，為“格魯吉亞-奧塞梯衝突區。"

茨欣瓦利
（奧塞梯語：ʃχinvɒɫ；喬治亞語：[t͡sʰχinvali] ⓘ），是实际上独立但未被国际社会承认的南奥塞梯的首都，位於库拉河支流大利亞赫維河畔。格鲁吉亚宣称拥有南奥塞梯的主权，根据该国的行政区划，茨欣瓦利隶属于内卡尔特利大区，距離首都第比利斯約100公里。

## 历史
1398年首次被记载，1921年苏联统治建立1922年建都。

### 中世纪与近代
奥塞梯人起源於奄蔡，是薩爾馬提亞人其中的一支部族。他們在中世紀時期受到喬治亞與拜占庭的影響，成為基督徒。由於匈奴人的統治，他們被逐出在現在俄國頓河以南的家鄉，部分並越過高加索山脈，來到喬治亞。來到喬治亞的奥塞梯人分成了三部分：西部的Digor，受到伊斯蘭的影響、南方的Tualläg，形成今日的南奧塞提亞、與北方的Iron，形成今日的北奧塞提亞。北奧塞提亞於1767年開始，就接受俄羅斯的統治。大部分的奥塞梯人都信奉基督教，只有少數的穆斯林。

### 苏联统治
今日的南奧塞提亞連同格魯吉亞其他地方，於1801年被沙俄吞併。
俄國二月革命之後，奧塞梯人成立國家委員會，主張奧塞梯人的自治。國家委員會很快的被呼籲將南奧塞梯併入蘇維埃的布爾什維克黨人所控制。十月革命發生後，南奧塞梯成為了孟什維克派的格魯吉亞民主共和國的一部份，但北奧塞梯卻成為了布爾什維克派的泰历克蘇維埃共和國的一部份。1918-1920年間，南奧塞梯成為格魯吉亞政府與受到蘇維埃聯邦政府支持的奧塞梯反抗軍的戰場。茨欣瓦利被奧塞梯叛軍佔領並掠奪，格魯吉亞人被屠殺
。奧塞梯方面的資料則顯示戰爭中有5000名奧塞梯人被殺害，13000人因疾病與飢餓而死亡。在幾次對格魯吉亞的反抗與失敗後，奧塞梯人瀰漫著同情蘇聯政府與布爾什維克的情緒。
1921年，前蘇聯第11紅軍擊敗格魯吉亞民主共和國，並成立喬治亞蘇維埃社會主義共和國政府，許多奧塞梯人也參與了這次進攻格魯吉亞的戰役。喬治亞蘇維埃政府為了感謝奧塞梯人，於1922年4月20日成立南奧塞梯自治州，並以當時格魯吉亞人仍占多數的茨欣瓦利為首府。雖然南奧塞梯有自己的語言(奧塞梯語)，但俄語和格魯吉亞語都是官方語言之一，在行政上通行。現時，俄語是首都的分離政府唯一的行政語言，而在前蘇聯統治時期，在格魯吉亞地方政府的管治下，除了奧塞梯語在整個地區通行，亦可在學校裡教授和使用。
在1934年到1961年間因為史達林的緣故被改名為史達林利(Staliniri)。在1989年人口有42,934人，其中74%是奧賽梯人，另外16%是格魯吉亞人。

### 苏联解体后

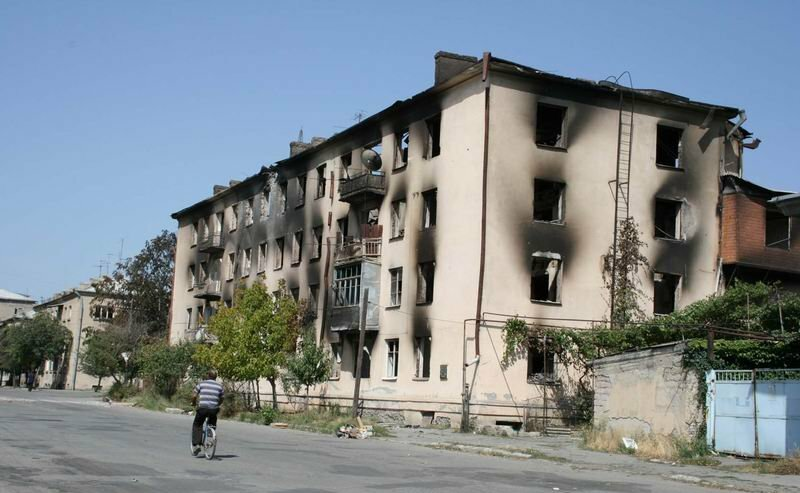
2008年8月18日，茨欣瓦利战斗之后，城里的一幢建筑

苏联解体后，相关各方爆发了南奥塞梯纷争。因為南奧賽梯紛爭，推論格魯吉亞人搬離而使得人口再減少。茨欣瓦利在1990年到1992年的紛爭時，因為成為當地的分離主義集團和政府軍交戰的戰場遭到了莫大的破壞。在1994年之後茨欣瓦利在歐洲安全與合作組織(OSCE)的監督之下，由喬治亞、奧賽梯和俄羅斯維和部隊管理。

### 2008年南奥塞梯战争

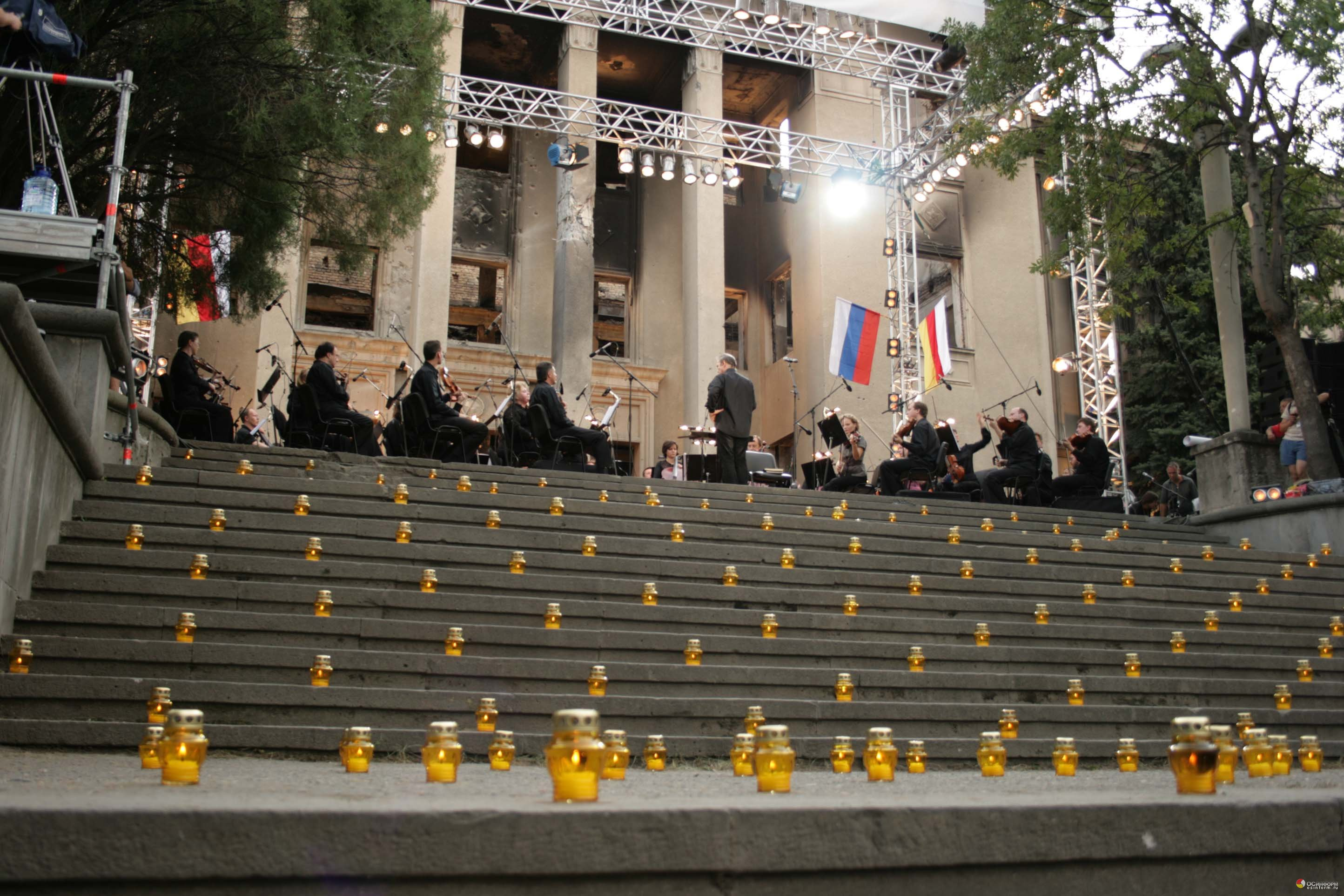
2008年8月21日. 瓦列里·格吉耶夫率领马林斯基剧院歌剧团在茨欣瓦利

2008年8月7日深夜，格魯吉亞出兵突襲南奧塞梯，並宣稱包圍了茨欣瓦利。支持南奧塞梯的俄羅斯隨後與格鲁吉亚军队在邊境展開激烈的戰鬥。喬治亞在10日下午表示，在俄羅斯猛力轟炸下，喬治亞部隊週日已經撤離茨欣瓦利，重新部署在其他地點。

## 人口
2008年统计，人口1.6万，密度4,054/km²

## 地理
距离首都第比利斯约100公里，地处大高加索山中部南麓，海拔870米。在库拉河支流大利阿赫维河畔。

## 经济
南奥塞梯的工业几乎全集中于此，以啤酒、肉奶罐头等食品和木材加工为主。有电震动器厂、机械厂。教育科研机构有有格鲁吉亚科学院南奥塞梯研究所、地志陈列馆及师范学院。 